# Les derniers seront les premiers (film)
Pour les articles homonymes, voir Les derniers seront les premiers.
Pour plus de détails, voir Fiche technique et Distribution.
Les derniers seront les premiers (Die Letzten werden die Ersten sein) est un film ouest-allemand réalisé par Rolf Hansen sorti en 1957.
Il s'agit d'une adaptation d'un roman de John Galsworthy.

## Synopsis
Lorenz Darrandt fut prisonnier de guerre pendant de nombreuses années. Les expériences de cette situaution l'ont profondément troublé et il lutte pour prendre pied dans l'Allemagne d'après-guerre. Il retrouve l'espoir quand il tombe amoureux de la jolie Wanda. Cependant Wanda est une prostituée sous l'influence de son proxénète. Lorenz tue le proxénète. Ludwig Darrandt, le frère aîné de Lorenz et un avocat à succès, fait croire que le meurtrier est un mendiant innocent. Ce dernier est reconnu coupable et doit aller en prison. Lorenz n'a rien à craindre maintenant. Les affres de la conscience le poussent à se suicider avec Wanda.

## Fiche technique
- Titre français : Les derniers seront les premiers[1]
- Titre original allemand : Die Letzten werden die Ersten sein
- Réalisation : Rolf Hansen assisté de Hans Stumpf
- Scénario : Jochen Huth
- Musique : Mark Lothar
- Direction artistique : Kurt Herlth, Robert Herlth
- Costumes : Maria Brauner
- Photographie : Franz Weihmayr
- Son : Erwin Schänzle
- Montage : Anna Höllering
- Production : Artur Brauner
- Sociétés de production : CCC-Film
- Société de distribution : Constantin Film
- Pays de production :  Allemagne de l'Ouest
- Langue : allemand
- Format : Noir et blanc - 1,37:1 - Mono - 35 mm
- Genre : Drame
- Durée : 94 minutes
- Dates de sortie :
  - Allemagne de l'Ouest : 27 juin 1957
  - France : 21 mars 1958[1]

## Distribution
- O. E. Hasse : Ludwig Darrandt
- Ulla Jacobsson : Wanda
- Maximilian Schell : Lorenz Darrandt
- Adelheid Seeck : Charlotte Darrandt
- Brigitte Grothum : Irene Darrandt
- Bruno Hübner: Le mendiant
- Peter Mosbacher : Le proxénète
- Hans Quest : L'avocat
- Willy Krüger : Le commissaire criminel

## Récompenses et distinctions
- Sélection de la Berlinale 1957.

## Source de la traduction
- (de) Cet article est partiellement ou en totalité issu de l’article de Wikipédia en allemand intitulé « Die Letzten werden die Ersten sein » (voir la liste des auteurs).